# Інавгурація Віктора Ющенка

Віктор Андрійович Ющенко

Інавгурація Віктора Ющенка, третього Президента України, відбулася 23 січня 2005 року. На Майдані Незалежності в Києві з нагоди урочистостей зібралося близько 500 тисяч людей. Свою участь в урочистостях підтвердили 59 офіційних зарубіжних делегацій.
Церемонію інавгурації 2005 року транслювали наживо десять телеканалів: «Перший національний», «1+1», «Інтер», «Україна», «Новий канал», «ICTV», «СТБ», «НТН», «5 канал» та «Рада».
Режисер-постановник телевізійної трансляції — Михайло Крупієвський.

## Перебіг

### Складання присяги
О 12:00 голова Верховної Ради України Володимир Литвин розпочав урочисте засідання з нагоди інавгурації. В урядовій ложі були присутні президент Латвії Вайра Віке-Фрейберга, а також колишні президенти України Леонід Кравчук і Леонід Кучма. Близько 12:30 Ющенко склав присягу на Конституції України та Пересопницькому Євангеліє, а голова ЦВК Ярослав Давидович офіційно оголосив Віктора Ющенка Президентом України.

### Інавгураційна промова на Майдані
У рамках підготовки до урочистостей з даху й до нижнього поверху готелю «Україна» напнули оранжеві полотнища, таким же кольором обгорнули кожну колону консерваторії, а з будинків, прилеглих до Майдану, вивішено великі транспаранти «Мир вам» та «Вірю! Знаю! Можемо!». На площі встановлено близько десяти великих екранів для трансляції.
О 13:30 Віктор Ющенко разом із дружиною та дітьми прибув на Майдан Незалежності, де виголосив інавгураційну промову.
Серед присутніх гостей: державний секретар США Колін Пауелл, президент Польщі Александр Квасневський, російські політики Борис Нємцов, Анатолій Чубайс, Олександр Бабаков, українські політики Юлія Тимошенко, Юрій Ключковський, Юрій Луценко, Олександр Мороз, Юрій Костенко, Іван Плющ, Петро Порошенко, Василь Онопенко, Тарас Стецьків, Микола Томенко, Володимир Філенко.
У церемонії громадської інавгурації взяли участь святі отці різних конфесій.
Після завершення виступу співак Тарас Петриненко виконав свою пісню «Україно». Режисер дійства: Михайло Крупієвський.
Згодом розпочалася перша частина урочистого концерту (друга частина була о 21:00). Виступали Марія Бурмака, Леся Горова, гурт «Мандри».

### Зустріч з іноземними делегаціями
Після обіду в Маріїнському палаці відбувся зустріч з представниками іноземних делегацій. За попередніми даними, свою участь підтвердили 59 офіційних зарубіжних делегацій.

### Вечірні концерти
О 19:00—21:00 відбувся концерт у Палаці «Україна» за участю артистів Оксани Білозір і Василя Ілащука.
О 21:00 біля Майдану Незалежності розпочався великий концерт, що зібрав близько 100 тисяч осіб. Перед натовпом виступили «Плач Єремії», «Тартак», ТНМК, Олександр Пономарьов, «Ґринджоли» та «Океан Ельзи».
Режисер-постановник церемонії — Василь Вовкун.
Дійство завершилось кольоровим феєрверком.